# Karelenbanan
Karelenbanan är en del av det finländska järnvägsnätet och sträcker sig från Kouvola, via Parikkala till Joensuu. Den är dubbelspårig från Kouvola till Luumäki. Banan upprustades under 2010 och hastigheten höjdes till 200 km/h på den dubbelspåriga delen.
Sträckan Kouvola-Luumäki är en del av Riihimäki-Sankt Petersburg-banan och var klar 1885. En sidolinje till Villmanstrand byggdes också. Den ursprungliga Karelenbanan gick från Viborg, via Sordavala till Joensuu, men efter andra världskriget hamnade den banan nästan helt på den sovjetiska sidan. Därför byggdes en ny Karelenbana från Luumäki till Onkamo, klar 1966. Onkamo-Joensuu är del av den gamla Karelenbanan.